# 耀州区
耀州区是中国陕西省铜川市所辖的一个市辖区，為市政府駐地。有“北山锁钥”，“关辅襟喉”之誉。农历每年二月初二举行为期十天的古庙会，以此纪念孙思邈。区域总面积为1617平方公里，常住人口約36万人。

## 历史沿革
西汉景帝二年，即公元前155年，开始设立祋祤县，属左内史，西晋改为泥阳县，北魏改为宜州，隋开皇六年，即公元586年，改名为华原县。唐代天祐元年（904年），凤翔节度使李茂贞改县为耀州，耀州一名始于此。辛亥革命后废州改县，1913年改称耀县。民国38年（1949年）4月28日，耀州全境被中國人民解放軍佔領，先后归三原军分区、咸阳地区行政专员公署、渭南地区行政专员公署管辖。1958年归铜川管辖。1961年8月恢复耀县县制，归渭南地区行政专员公署管辖。1980年1月，又归铜川管辖。2002年6月18日，撤销耀县，设立铜川市耀州区。

## 人口民族
2020年末，根據全國第七次人口普查統計數據顯示：全区常住人口为357370人。

## 行政区划
耀州区下辖6个街道办事处、8个镇：
永安路街道、天宝路街道、咸丰路街道、正阳路街道、锦阳路街道、坡头街道、董家河镇、庙湾镇、瑶曲镇、照金镇、小丘镇、孙塬镇、关庄镇和石柱镇。

## 贫富状况
耀州区曾为国家级贫困县之一。2020年2月27日，经陕西省人民政府批准，撤销耀州区的国家级贫困县稱號。

## 交通
- 铁路：咸铜铁路，梅七铁路。
- 高速公路：

 包茂高速

 济广高速支线G3511菏宝高速

 包茂高速支线G6522延西高速

- 公路：西铜一级公路， 210国道

## 境内河流
漆水河、沮水河、赵氏河、浊浴河、清浴河

## 著名人物
范宽 孙思邈 柳公权 傅玄 令狐德棻

## 文物古迹
药王山 大香山寺 药王山石刻 神德寺塔遗迹

## 资源
水泥、煤炭、苹果、耀州窑、樱桃

## 特产
咸汤面 窝窝面 雪花糖（俗名渣子糖）